# Gynoplistia histrionica
Gynoplistia histrionica là một loài ruồi trong họ Limoniidae. Chúng phân bố ở miền Australasia.